# Panathura hamelini
Panathura hamelini is een pissebed uit de familie Expanathuridae. De wetenschappelijke naam van de soort is voor het eerst geldig gepubliceerd in 2002 door Poore & Lew Ton.